# Xavier Pascual i Vives
Xavi Pascual i Vives (Gavà, 9 de setembre de 1972) és un entrenador de bàsquet català. Va ser l'entrenador del primer equip de bàsquet del FC Barcelona des del 14 de febrer de 2008 fins al 27 de juny de 2016.

## Biografia
Després de dos anys i mig com a ajudant del tècnic montenegrí Duško Ivanović, Pascual es va fer càrrec del primer equip del FC Barcelona. Xavi Pascual s'havia incorporat a l'entitat força temporades abans, a l'exercici 2004/05, com a entrenador del Barça B, a la Lliga EBA i com a coordinador del bàsquet base. Anteriorment havia desenvolupat la seva trajectòria a diversos equips catalans, amb els quals havia sumat tres ascensos de categoria, a la Lliga EBA, a la LEB-2 i a la LEB.
Xavi Pascual va iniciar l'etapa d'entrenador a la categoria de minibàsquet del CB Gavà (1990-91), club al qual estaria vinculat fins a l'any 1994. Posteriorment, va fitxar pel CB Cornellà, en què va ser primer entrenador de l'equip sub 20 i del sènior B. Des de l'any 1995 fins al 1997 va ser ajudant d'Agustí Cuesta al capdavant del Cornellà. Aquelles dues temporades va aconseguir un subcampionat i un tercer lloc a la Lliga, i va guanyar el primer any la Lliga Catalana d'EBA.
Del Cornellà, Xavi Pascual va passar a entrenar el CB Santfeliuenc de la Segona Nacional (l'actual Copa Catalunya). De la temporada 1999 a la 2001, l'entrenador va fitxar pel CB Olesa, equip amb què va aconseguir l'ascens a la Lliga EBA, en la primera temporada, i va ser segon en el debut a la nova categoria.
Abans d'arribar al Barça, Pascual va entrenar l'Aracena de Ponts, conjunt amb el qual va guanyar la Lliga Catalana d'EBA i va aconseguir l'ascens a la LEB-2. La temporada 2002-03 va revalidar el títol de Lliga, en una categoria superior, i va aconseguir l'ascens a la LEB. La campanya següent, tot i guanyar el títol de Lliga Catalana LEB a la categoria, l'equip va descendir a la LEB-2.
La temporada 2004/05, Xavi Pascual va arribar al FC Barcelona com a entrenador de l'equip de la Lliga EBA i coordinador dels equips base. Des de la temporada 2005-06, Pascual ha estat el segon entrenador del primer equip del Barça com a ajudant de Dusko Ivanovic.
Abans d'arribar al Barça, Xavier Pascual compaginava la seva tasca com a tècnic amb la responsabilitat d'enginyer, entre l'any 2001 i el 2005 a l'Ajuntament de Viladecans. Quan va incorporar-se al Barça, va dedicar-se de forma exclusiva al bàsquet.
L'octubre de 2016 va firmar un contracte amb el Panathinaikos BC per ser l'entrenador del club grec durant tres temporades, tot i que en el mes de desembre de 2018 fou destituït després d'una derrota a la pista del Reial Madrid, la que suposava la seva quarta derrota en els últims cinc partits a l'eurolliga.
El febrer de 2020 va firmar un contracte amb el Zenit Sant Petersburg fins al final de la temporada 2020-2021, però hi romangué fins la temporada 2024-25.

## Palmarès

### CB Aracena
- 1 Lliga Catalana LEB (2003-04)

### FC Barcelona
- 4 Lligues ACB (2008-09, 2010-11, 2011-12 i 2013-14[5])
- 3 Copes del Rei (2009-10, 2010-11 i 2012-13)
- 1 Eurolliga (2009-10)
- 3 Supercopes espanyoles (2009, 2010 i 2011)
- 5 Lligues catalanes (2009, 2010, 2011, 2012 i 2013)

### Panathinaikos BC
- 2 Lligues gregues (2016–17, 2017-18)
- 1 Copa grega (2016–17)

### FK Zenit Sant Petersburg
- 1 Lliga russa VTB United League (2021-2022)
- 1 Supercopa russa VTB United League Super Cup (2021-2022)

### Individual
- Millor entrenador de la Lliga ACB (2008-2009, 2010-11)[6]
- Millor entrenador Eurolliga (2009-10)
- Millor entrenador de la lliga grega (2016–17, 2017-18)